# Bikekitchen

Werkstattraum der Bikekitchen Augsburg

Unter dem Namen Bikekitchen (im englischen Sprachraum: Bike Kitchen oder auch Bicycle cooperative) werden weltweit Fahrrad-Selbsthilfewerkstätten betrieben.

## Ursprung
Die erste „Bike Kitchen“ wurde 2002 in der Küche einer ungenutzten Wohnung in Los Angeles gegründet. Ausgehend vom Erfolg dieses Projektes verbreitete sich der Begriff über die ganze Welt.
In Europa wurden Bikekitchens bekannt durch die Wiener Bikekitchen. In Deutschland eröffnete die Bikekitchen München und die Freischrauber Bremen im Jahr 2010, die Bikekitchen Augsburg 2011, die Bikekitchen Mainz 2013.
Fahrrad-Selbsthilfewerkstätten gibt es jedoch bereits viel länger. Die „Fahrrad.Selbsthilfe.Werkstatt“ im Wiener Kulturzentrum WUK (Werkstätten- und Kulturhaus) existiert seit 1983. In größeren deutschen Städten, z. B. Berlin oder Leipzig, gibt es oft mehrere Fahrrad-Selbsthilfewerkstätten in verschiedenen Stadtteilen.
Eine Bikekitchen kann als gemeinnütziger Verein anerkannt werden (Beispiel: Bikekitchen München als „Verein zur Förderung der Fahrradkultur“, offiziell „Förderung umweltfreundlicher Verkehrsarten und -mittel“).

## Beschreibung
Eine typische Bikekitchen besteht aus einem Raum, der als Fahrradwerkstatt genutzt werden kann, mit entsprechender Fahrradwerkzeug-Ausstattung. Die Benutzer können dort selbst ihr Fahrrad reparieren. Sie erhalten Hilfe und Reparaturtipps und können auf einen Fundus gebrauchter Fahrradteile zurückgreifen. Einige Bikekitchens verkaufen zusätzlich gebrauchte Fahrräder und bieten Reparaturkurse an.
Ein zweiter Bestandteil ist das gemeinsame Kochen und Essen nach der Werkstattzeit. Dadurch soll der rein technische Aspekt einer Werkstatt erweitert werden, auf den Gedanken einer Gemeinschaft und gemeinschaftlichen Aktivität. Das Konzept ähnelt dem der Volxküchen.
Viele Bikekitchens arbeiten unkommerziell in Selbstverwaltung. Ab einer gewissen Größe sind organisatorische Strukturen typisch, um die Finanzierung zu sichern, die Grenze zur Kommerzialität ist fließend. Bikekitchens haben allerdings in der Regel keine Gewinnerzielungsabsicht und keinen gewerblichen Charakter. Typisch ist die Finanzierung auf Spendenbasis, möglich sind auch feste Stundensätze für die Benutzung. Auch für Menschen ohne Geld soll die Benutzung möglich sein. Dann erfolgt die „Gegenleistung“ durch das Leisten von praktischer Hilfe. 
Bikekitchens sind manchmal eingebunden in umfangreichere Fahrradprojekte. Typisch sind Hilfsangebote für Flüchtlinge, um ihnen Fahrradmobilität zu ermöglichen, Fahrradfahrschulen für Frauen und die Herstellung von Gebrauchsgegenständen aus Fahrradteilen. Auch mit dem Allgemeinen Deutschen Fahrrad-Club e. V. (ADFC) gibt es Verbindungen, z. B. in Form der gemeinsamen Nutzung von Werkstatträumen, in Augsburg ist der Kreisverband auch Träger der Bikekitchen. Der ADFC-Kreisverband Duisburg betreibt selbst eine Bikekitchen.
Der Name „Bikekitchen“ ist nicht geschützt. Einige Werkstätten wandeln ihn ab, so z. B. die „VeloKitchen Dortmund“.

## Aktivitäten
Einige Bikekitchens bauen für ihren eigenen Bedarf Freakbikes, z. B. Tallbikes. Aus Interesse an der Technik, aus dem Wunsch nach Unkonventionalität und um ihre Überzeugungen (Recycling und Upcycling) nach außen zu tragen. Auch werden verschiedene Workshops angeboten, um aus „Abfallmaterial“ zum Beispiel spezielle Räder wie Lastenfahrräder oder Fahrradanhänger zu bauen.
Die meisten Bikekitchens sind mit der Critical-Mass-Bewegung eng verbunden. Dazu gehört auch die Organisation von Naked Bike Rides und die Teilnahme an Bikenights.
Seit 2011 gibt es jährlich stattfindende „Cyclocamps“, in denen sich Betreiber von Selbsthilfewerkstätten treffen, um sich auszutauschen und gemeinsame Projekte zu planen.
Bikekitchen-Aktive engagieren sich in vielen Städten auch politisch für das Fahrrad als Verkehrsmittel und für andere politische Themen, zum Beispiel Flüchtlingsarbeit und Frauenrechte. Im Rahmen der Flüchtlingsarbeit unternehmen BK-Aktive mobile Reparatureinsätze zu Asylunterkünften und organisieren interkulturelle Reparaturkurse, bei Bedarf mehrsprachig. Dazu kommen Fahrrad-Fahrtrainings für Migrantinnen und Flüchtlinge.
Auch die Sportart Bikepolo ist in der Bikekitchen-Szene beliebt.
Die Beteiligung an Stadtteilfesten, Straßenaktionen und Kulturevents – z. B. mit Fahrradparcours oder Outdooraktionen (Parking Day) – gehört ebenfalls zu bikekitchentypischen Aktionen.

## International
Fahrrad-Selbsthilfewerkstätten unter dem Namen "Bikekitchen" sind weltweit verbreitet. Überregionalen Bekanntheitsgrad erzielen z. B. die "London Bike Kitchen" oder die „Bike Kitchen San Francisco“. Auch in Osteuropa entstehen Bikekitchens, z. B. die „Bike Kitchen Budapest“.
Einige Bikekitchens sind bereits Partnerschaften untereinander eingegangen oder haben sich zu Netzwerken zusammengeschlossen.
In Italien wird der Begriff „Bikekitchen“ selten verwendet, hier spricht man von „Ciclofficina“. Die größten befinden sich in Mailand, Rom und Turin.
Eine der bekanntesten französischen Fahrrad-Selbsthilfewerkstätten nennt sich „uN p'Tit véLo dAnS La Tête“ und befindet sich in Grenoble.

## Mobile Bikekitchens
Aufgrund der unkommerziellen Ausrichtung ist nicht jede Bikekitchen in der Lage, einen Werkstattraum zu finanzieren. Eine Alternative ist die Einrichtung einer mobilen Werkstatt, die schnell und einfach an den Einsatzort gebracht werden kann. Auch die Kombination von fester Werkstatt und mobilem Einsatz sind gebräuchlich. Es gibt dabei kompakte Mobile Werkstatt-Lösungen auf Fahrradanhängern oder größere Varianten z. B. in Bauwägen oder ISO-Containern. Beispiele sind die Bikekitchen München und die Bikekitchen Linz.